# 장사진 (조선)
장사진(張士珍, ?~1592년 9월)은 조선 중기의 의병장이다. 본관은 인동으로 1592년 임진왜란이 일어나자 그 해 9월 군위에서 의병을 일으켜 일본군과 싸웠으며, 인동에서 전사했다.

## 같이 보기
- 장사진의병장유적 - 경상북도 기념물 122호